# Eton College
Eton College, officiellt namn: King's College of Our Lady of Eton beside Windsor, är en engelsk privatskola för pojkar, i Eton, Berkshire, drygt 30 km väster om centrala London. På skolan studerar cirka 1 300 pojkar i åldrarna 13–18 år (cirka 260 per årskull). Skolan grundades 1440 av kung Henrik VI och är traditionellt en av de mest ansedda engelska privatskolorna (BrE: "public schools"). Eton anordnar också populära sommarkurser, där många av studenterna är utländska.
Eton är en av de nio privatskolor som listas i 1868 års Public Schools Act (de övriga är Charterhouse, Harrow School, Merchant Taylors' School, Rugby School, St Paul's School, Shrewsbury School, Westminster School och Winchester College) och anses därmed ha fått en viss särställning bland landets skolor.

## Några kända elever från skolan (så kalladeOld Etonians)
- William Pitt d.ä. (statsman)
- Sir Humphrey Gilbert (upptäcktsresande)
- Arthur Wellesley Wellington, 1st Duke of Wellington (Waterloo-hjälte)
- Percy Bysshe Shelley (poet)
- Algernon Swinburne (poet)
- Robert Arthur Talbot Gascoyne-Cecil (statsman)
- Earl of Mayo (vicekung av Indien)
- Charles John Canning (vicekung av Indien)
- Frederick Sleigh Roberts (fältmarskalk)
- George Canning (statsman)
- Ian Fleming (författare)
- William Gladstone (premiärminister)
- Arthur Balfour (premiärminister)
- Sir Anthony Eden (premiärminister)
- Harold Macmillan (premiärminister)
- Aldous Huxley (författare)
- George Orwell (författare)
- John Maynard Keynes (ekonom)
- Damian Lewis (skådespelare)
- Nicholas Rowe (skådespelare)
- Jeremy Brett (skådespelare)
- Hugh Laurie (skådespelare och komiker)
- Oliver Milburn (skådespelare)
- Ian Ogilvy (skådespelare och författare)
- Julian Ovenden (skådespelare)
- Guy Burgess (spion)
- Henry Fielding (författare)
- Prins William, hertig av Cambridge
- Prins Harry, hertig av Sussex
- David Cameron (premiärminister)[1]
- Boris Johnson (premiärminister)[2]
- Abhisit Vejjajiva (Thailands premiärminister)